# Leviathan (Westerfeld)
Leviathan è un romanzo del 2009 di Scott Westerfeld. È il primo di una trilogia di fantascienza ucronica in stile dieselpunk per ragazzi proseguita con Behemoth e Goliath.

## Trama
La storia è ambientata negli anni della prima guerra mondiale che vede scontrarsi le potenze Cigolanti di Germania e Impero austro-ungarico che utilizzano macchine da guerra meccanizzate, e dall'altro gli stati Darwinisti della Triplice intesa, che hanno basato la loro società sull'utilizzo di bestie artificiali fabbricate geneticamente. La storia comincia appena dopo l'uccisione dell'arciduca Francesco Ferdinando e della moglie Sofia. Il loro figlio quindicenne Aleksander di Hohenberg è uno dei due protagonisti della saga. La notte della loro morte, Alek viene prelevato dagli uomini più fedeli a suo padre, intenzionati a trarlo in salvo e portarlo sulle Alpi, dove hanno intenzione di nascondersi fino a quando la guerra non sarà finita.
Ma, allo stesso tempo, l'altra dei due protagonisti, Deryn Sharp, travestita da ragazzo per poter essere arruolata nell'Aviazione di Sua Maestà, salpa a bordo del Leviathan, il dirigibile darwinista creato dal miscuglio di vari animali, tra cui una balena. Capita però uno scontro sulle Alpi e il dirigibile si trova a terra, con alcuni soldati feriti. Deryn sopravvive malgrado le temperature glaciali. In loro aiuto, arriva Alek, che dovrà affrontare il suo destino insieme a quello degli altri, scoprendo segreti che non si sarebbe aspettato, portando la pace sia nel mondo che per sé stesso.